# Plataformas de robótica de enxame
Enxames robóticos empregam colaboração multi-robôs com inspiração na natureza. Por exemplo, podem implementar mecanismos de inteligência coletiva como a agregação de abelhas. O objetivo principal é controlar um grande número de robôs (cada um com capacidade sensorial e de processamento limitada) para completar uma tarefa ou problema comum. Limitações de hardware e custo de plataformas robóticas presentemente limitam a investigação em robótica de enxame a ser realizada em um simulador de robótica (por exemplo, Stage, ARGoS). Por outro lado, simulação de cenários de enxame que precisam de um grande número de agentes é extremamente complexa, e muitas vezes imprecisa, devido à má modelagem de condições externas e limitação da computação.
Neste artigo, várias plataformas de robótica móvel que foram desenvolvidas ou utilizadas em aplicações de enxame robótico são apresentadas.

## Plataformas
Várias plataformas de robô móvel foram desenvolvidas para o estudo de aplicações de enxame.
| Robô       | Sensor/ Módulo                                                                                | Movimento/ Velocidade máxima | Tamanho/Diâmetro | Tempo de autonomia | Universidade/Instituto                                        | Software de código aberto | Hardware livre | Descrição | Imagem |
| ---------- | --------------------------------------------------------------------------------------------- | ---------------------------- | ---------------- | ------------------ | ------------------------------------------------------------- | ------------------------- | -------------- | --- | ------ |
| AMiR       | distância, luz, bearing                                                                       | roda, 10 cm/s                | 6.5 cm           | 2 h                | University Putra Malaysia                                     | Sim                       | Sim            | AMiR é uma plataforma de robótica de enxame de baixo custo, desenvolvida como um robô móvel de código e hardware abertos. Muitas pesquisas em agregação de abelhas (BEECLUST) foram conduzidas com AMiR (por exemplo, Fuzzy decisioning). |        |
| Alice      | distância, câmera                                                                             | roda, 4 cm/s                 | 2.2 cm           | 10 h               | École Polytechnique Fédérale de Lausanne (EPFL), Suíça        |                           |                | Alice é uma plataforma de robótica de enxame construída num pacote bem compacto. Alice tem sido usada em várias aplicações de pesquisa de enxames, como o encorporamento da agregação de baratas. |        |
| Colias     | distância, luz, bump, bearing, alcance                                                        | roda / 35 cm/s               | 4 cm             | 1-3 h              | CIL na University of Lincoln, Reino Unido                     |                           | Sim            | Colias é uma plataforma de hardware aberto de baixo custo que foi desenvolvida para uso em aplicações de robótica de enxame. |        |
| Colias-III | Camera, distância, luz, bump, bearing                                                         | roda, 35 cm/s                | 4 cm             | 1-3 h              | CIL na University of Lincoln, Reino Unido                     |                           | Sim            | Colias-III é uma versão estendida do micro-robô Colias. Foi desenvolvida principalmente para implementação de sistemas de visão bio-inspirados. |        |
| Droplets   |                                                                                               |                              |                  |                    | Correll Lab na University of Colorado                         | Sim                       | Sim            | Droplets são plataformas experimentais de código e hardware abertos para pesquisa de enxames em larga escala. A equipe juntou fundos via crowdfunding para construir 1000 desses 'Droplets'. |        |
| E-puck     | distância, câmera, bearing, acelerômetro, microfone                                           | roda / 13 cm/s               | 7.5 cm           | 1-10 h             | École Polytechnique Fédérale de Lausanne (EPFL), Suíça        | Sim                       | Sim            | E-puck é um dos robôs mais bem sucedidos no ramo e foi projetado inicialmente para educação. Porém, devido à sua simplicidade, é também frequentemente usado em pesquisa de robótica de enxame. Ele tem baterias que podem ser trocadas e um tempo de autonomia de 2-4 h. |        |
| Jasmine    | distância, luz, bearing                                                                       | roda , N/A                   | 3 cm             | 1-2 h              | University of Stuttgart, Alemanha                             | Sim                       | Sim            | Jasmine é uma plataforma de robótica de enxame que foi usada em várias pesquisas de robótica de enxame. |        |
| Kilobot    | distância, luz                                                                                | vibration, 1 cm/s            | 3.3 cm           | 3 - 24 h           | Harvard University, EUA                                       | Sim                       | Sim            | Kilobot é uma plataforma de robótica de enxame relativamente recente com funções inovadoras como carregamento em grupo r programação em grupo. Devido à sua simplicidade e baixo consumo de energia, tem um longo tempo de autonomia de até 24h. Robôs são carregados manualmente em grupos em uma estação especial de carga.                                                |        |
| Kobot      | distância, bearing, visão, bússola                                                            | roda , N/A                   | 12 cm            | 10 h               | KOVAN Research Lab, Middle East Technical University, Turquia |                           |                | Kobot é um robô móvel desenhado especificamente para pesquisa em robótica de enxame. Tem vários sensores que o tornam ideal para implementar vários cenários de enxame, como movimento coordenado. Tem aproximadamente 10 h de tempo de autonomia. Tem baterias removíveis que são carregadas manualmente. Foi utilizado na implementação de um cenário de auto-organização. |        |
| Mona       | distância, bump, alcance, RF                                                                  | roda, 5 cm/s                 | 6.5 cm           | Perpetual          | University of Manchester, Reino Unido                         | Sim                       |                | Mona é um robô de código aberto projetado principalmente para testar a ideia de um enxame robótico perpétuo. Foi desenhada como uma plataforma modular que permite a adição de módulos que são adicionados ao topo da plataforma, como comunicação sem fio ou uma placa de visão. A versão mais recente do robô, Mona-e, é desenvolvida como uma plataforma educacional.     |        |
| R-One      | luz, infravermelho, giroscópio, bump, acelerômetro                                            | roda, 30 cm/s                | 10 cm            | 6 h                | Rice University, EUA                                          | Sim                       |                | R-one é um robô de baixo custo para pesquisa e educação. Foi usado em vários estudos de robótica de enxame. |        |
| S-bot      | luz, infravermelho, posição, força, velocidade, temperatura, umidade, acelerômetro, microfone | treels                       | 12 cm            | 2 h                | École Polytechnique Fédérale de Lausanne (EPFL), Suíça        |                           |                | S-bot é uma das plataformas de robótica de enxame mais influentes e capazes. S-bots têm um design único de gripper capaz de segurar objetos e outros S-bots.. Eles têm autonomia de aproximadamente 1h. |        |
| SwarmBot   | alcance, bearing, câmera, bump                                                                | roda, 50 cm/s                | 12.7 cm          | 3 h                | Rice University, EUA                                          | Sim                       |                | SwarmBot é outra plataforma bem sucedida desenvolvida para a pesquisa em robótica de enxames. Tem aproximadamente 3 h de autonomia e os robôs são capazes de encontrar estações de carga posicionadas em paredes e se cornectar. |        |